# Oholei Torah

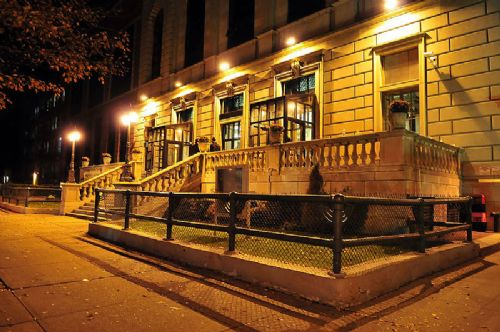
Oholei Torah nel 2011

Oholei Torah ("Tende della Torah") è il nome comune dato alle scuole di Lubavitch, note come Educational Institute Oholei Menachem (Istituto Educativo Oholei Menachem)  e Talmudical Seminary Oholei Torah (Seminario Talmudico Oholei Torah). Le sedi principali della Scuola e i suoi uffici amministrativi si trovano a Brooklyn, New York.
L'Educational Institute Oholei Torah è la principale yeshivah dell'intero movimento Chabad-Lubavitch, con studenti provenienti da tutto il mondo. Con gli insegnamenti di Rabbi Menachem Mendel Schneerson, il Rebbe Lubavitcher, quale parte integrante del programma di studi, l'Oholei Torah offre uno standard educativo tra i più elevati ed ha avuto un grande aumento di iscrizioni. Fondata nel 1957 con quattro studenti, Oholei Torah è diventata ora un centro onnicomprensivo di istruzione ebraica e ospita oltre 1600 studenti di tutte le età.

## Storia
Oholei Torah è stata fondata nel 1957 da Rabbi Michoel Teitelbaum, a seguito di una dichiarazione di Rabbi Schneerson (il Rebbe Lubavitcher) che ci doveva essere a tutti i costi una scuola concentrata sullo studio della Torah. La scuola fu inaugurata in una sinagoga a Brownsville con quattro studenti. Nel 1958 la scuola si allargò e venne creato anche un kindergarten per bambini. Nel 1964, Oholei Torah aggiunse una sezione per la scuola media. Alcuni anni dopo fu fondata la Scuola Superiore Oholei Torah Mesivta. Infine, nel 1970 fu fondato il Seminario Talmudico Oholei Torah - Beth Midrash per gli studi talmudici universitari.
Nel 1975 la Scuola iniziò ad affittare locali per le classi elementari presso il Centro Ebraico Brooklyn al 667 Eastern Parkway (Brooklyn)  e successivamente acquistò tutto l'edificio nel 1982. Nel 1997, l'edificio è stato allargato, con una nuova ala (nota come Deitsch Campus, intitolata al maggior finanziatore e benefattore Dovid Deitsch) e una sala di studio per il Seminario Talmudico.
Nel 1991, la scuola elementare è stata rinominata "Oholei Menachem" in onore di Rabbi Menachem Mendel Schneerson, sebbene il vecchio nome persista nell'uso comune.

## Sezioni
Oholei Torah ha quattro sezioni principali:

### Kindergarten
Noto come Oholei Menachem Kindergarten, si trova presso il Campus Deitsch al 667 Eastern Parkway. Esiste anche un asilo più piccolo al Cong. B'nai Abraham di East Flatbush, Brooklyn, una sinagoga dove Rabbi Teitelbaum officiava come presidente fino alla morte nel 2005.

### Elementare
L'Istituto Educativo Oholei Menachem (Oholei Torah) comprende una primina (Pre-1A) e 8 livelli elementari. Ogni livello ha circa 100 studenti, quindi esistono quattro o cinquel classi per ogni livello. La scuola si trova al 667 Eastern Parkway.

### Mesivta
Menahel: Rabbi Zushe Willhelm - ospita circa 170 studenti ed è basata al 417 Troy Avenue (la Shul di Rabbi Jacob J. Reines). Esiste una filiale della Mesivta  (formalmente nota come Beis Dovid Shlomo) al 300 Norton Ave., New Haven. Un blog scolastico avvisa programmi ed eventi

### Beis Medrash
Chiamata ufficialmente Talmudical Seminary Oholei Torah, e colloquialmente Oholei Torah Zal (Yiddish: zal, sala di studio), è la più grande yeshivah Lubavitch degli Stati Uniti. Ha circa 250 studenti, un terzo dei quali vive sul posto, mentre gli altri provengono da altre parti degli Stati Uniti, dal Canada, dal Regno Unito, Francia, Israele, Sudafrica e Sud America. Si trova presso il campus di Eastern Parkway.

#### Shluchim
Come per molte altre yeshivah Lubavitch, la Oholei Torah Zal invia i suoi laureandi in varie città del mondo, principalmente presso altre yeshiva Lubavitch, quali Shluchim. La natura della loro missione varia secondo la località, con alcuni che svolgono attività assistenziali comunitarie, e altri che aiutano studenti più giovani di altre yeshivah.

#### Pubblicazioni
Dal 1979 Beis Medrash ha pubblicato un bollettino accademico (inizialmente settimanale, ora bisettimanale) intitolato  Oholei Torah, che contiene saggi e disquisizioni su vari temi della Torah, solitamente scritti dai docenti e dagli studenti, ma anche da alumni. Ogni tanto un rinomato rabbino non-Lubavitch, come per esempio Rabbi Gavriel Zinner, presenta uno scritto che viene pubblicato sul bollettino. altre riviste e giornali vengono pubblicati dalle varie sezioni della Scuola.

#### Dormitorio
Oholei Torah ha un dormitorio per ospitare i suoi studenti Beis Medrash students. Basato a 645 Eastern Parkway, il dormitorio può accogliere oltre 100 studenti.

#### Sala da ballo
Oholei Torah ha anche una sala da ballo per matrimoni, nel campus di 667 Eastern Parkway, e quasi ogni sera viene celebrato un matrimonio.

## Alumni
Circa il 70% degli alumni di Oholei Torah scelgono il ruolo di Shliach (emissari di Chabad).